# حب في قفص الاتهام (مسلسل)
حب في قفص الاتهام مسلسل اجتماعي جزائري من إنتاج التلفزيون الجزائري، وإخراج بشير سلامي. تم عرضه في رمضان 2015 تدور أحداث المسلسل حول شابة تعيش وسط عائلة محافظة ومحترمة تذهب لإكمال دراستها في أمريكا وتعود حاملاً بعد أن تزوجت في المهجر خفية عن عائلتها، لتبدأ بعدها قصة العائلة مع المشاكل ودخولها في متاهات لا تنتهي.

## الممثلون
- سارة لعلامة
- آمال حيمر
- محمد عجايمي
- بهية راشدي
- عمار معروف
- أمين ميموني
- مصطفى لعريبي
- عبد النور باعمر
- لويزة عرباجي
- فيزية توقورتي
- نوال فايزة جادة
- نور الدين بوصوف
- جمال عوان
- زكريا بن محمد
- آمال حنيفي
- سهى أولهى